# Cantón Latacunga

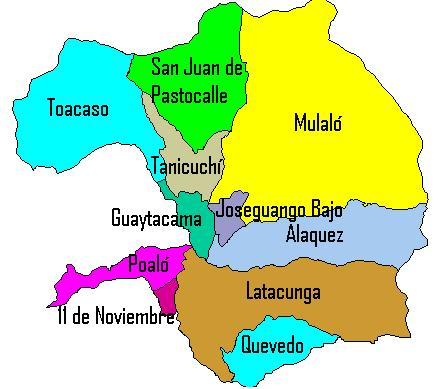
Parroquias rurales del Cantón Latacunga.

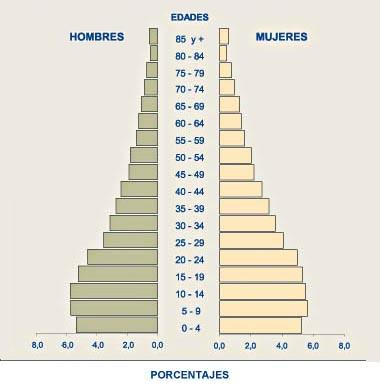
Pirámide de población del Cantón Latacunga (2001).

El cantón Latacunga es una entidad territorial subnacional ecuatoriana, de la provincia de Cotopaxi. Su cabecera cantonal es la ciudad de Latacunga, lugar donde se agrupa gran parte de su población total.

## Toponimia
Existen distintos orígenes posibles para el nombre Latacunga. Probablemente proviene de las palabras quichuas "llacata kunka" que significa Dios de las Lagunas.

## Geografía
Es uno de los cantones que cuenta con mayor insolación lo que favorece la producción de flores para exportación. Se ubica en la sierra central, teniendo como límites: 
- Al norte la provincia de Pichincha;
- Al sur el cantón Salcedo;
- Al este, la provincia de Napo; y,
- Al oeste, los cantones Sigchos, Pujilí y Saquisilí.

## Organización territorial
La ciudad y el cantón Latacunga, al igual que las demás localidades ecuatorianas, se rige por una municipalidad según lo estipulado en la Constitución Política Nacional. La Municipalidad de Latacunga es una entidad de gobierno seccional que administra el cantón de forma autónoma al gobierno central. La municipalidad está organizada por la separación de poderes de carácter ejecutivo representado por el alcalde, y otro de carácter legislativo conformado por los miembros del concejo cantonal. El alcalde es la máxima autoridad administrativa y política del Cantón Latacunga. Es la cabeza del cabildo y representante del Municipio.
El cantón se divide en parroquias que pueden ser urbanas o rurales y son representadas por las Juntas Parroquiales ante el Municipio de Latacunga.

### Parroquias urbanas
- Latacunga (cabecera cantonal)
- La Matriz
- Eloy Alfaro (San Felipe)
- Ignacio Flores (La Laguna)
- Juan Montalvo (San Sebastián)
- San Buenaventura

### Parroquias rurales
- Aláquez
- Belisario Quevedo
- Guaytacama
- Joseguango Bajo
- Mulaló
- Once de Noviembre
- Poaló
- San Juan de Pastocalle
- Tanicuchí
- Toacaso

## Demografía
De acuerdo con el Sistema Integrado de Indicadores Sociales del Ecuador, SIISE, la pobreza por necesidades básicas insatisfechas, alcanza el 64,26% de la población total del cantón. La población económicamente activa (2001) es de 58.317 habitantes.
De acuerdo con los datos presentados por el Instituto Ecuatoriano de Estadísticas y Censos (INEC), del último Censo de Población y Vivienda, realizado en el país (2001), Latacunga presenta una base piramidal ancha, que representa una población joven, a expensas de los grupos de edad comprendidos entre 0-24 años. La tasa de crecimiento anual (1990-2001), fue de 1,9.
En el área rural del cantón se encuentra concentrada un 64% de la población de Latacunga. La población femenina alcanza el 51,7%, mientras que la masculina, el 48,3%. El analfabetismo en mujeres se presenta en 15,5%, mientras que en varones: 6,4%.

### Servicios básicos
- Un significativo porcentaje de la población carece de alcantarillado, apenas lo poseen el 69% de viviendas.
- Agua entubada dentro de la vivienda: 63%.
- Energía eléctrica 94%.
- Servicio telefónico 42%.
- Servicio de recolección de basuras: 57% de las viviendas.

En síntesis, el déficit de servicios residenciales básicos alcanza al 88% de viviendas